# Теплоносій ядерного реактора
 Теплоносій  в ядерному реакторі — рідка або газоподібна речовина, що проходить крізь активну зону реактора та виносить з неї тепло, яке виділяється внаслідок реакції поділу ядер.

## Загальні відомості
У двоконтурних енергетичних реакторах (наприклад, ВВЕР) теплоносій з реактора надходить до парогенератора, в якому виробляється пар, що приводить у дію турбіну, а в одноконтурних реакторах (наприклад, РБМК) сам теплоносій (пароводяний або газовий) може служити робочим тілом турбінного циклу. У дослідницьких (наприклад, матеріалознавчих) та спеціальних реакторах (наприклад, в реакторах для накопичення радіоактивних ізотопів) теплоносій лише охолоджує реактор, отримане тепло не використовується.
До теплоносія висувають такі вимоги:
- Слабке поглинання нейтронів (у реакторах на теплових нейтронах) або слабке уповільнення їх (у реакторах на швидких нейтронах);
- Хімічна стійкість в умовах інтенсивного радіаційного опромінення;
- Низька корозійна активність проти конструкційних матеріалів, з якими теплоносій контактує;
- Високий коефіцієнт теплопередачі;
- Велика питома теплоємність;
- Низький робочий тиск при високих температурах.

У реакторах на теплових нейтронах як теплоносій використовують воду (звичайну та важку), водяну пару, органічні рідини, діоксид вуглецю; в реакторах на швидких нейтронах — рідкі метали (переважно натрій), а також гази (наприклад, водяну пару, гелій). Часто теплоносієм служить рідина, яка є одночасно й сповільнювачем.

## Особливості застосування

### Легка вода
Один з найпоширеніших теплоносіїв — вода. Природна вода містить невелику кількість важкої води (0,017 %), різних домішок та розчинених газів. Присутність домішок та газів робить воду хімічно активною до металів. Тому воду, перш ніж використовувати як теплоносій, очищають від домішок методом дистиляції та деаерують, тобто видаляють з води гази.
У першому контурі циркулює радіоактивна вода. Основне джерело радіоактивності води — це домішки, поява яких у воді пов'язана з корозією вузлів першого контуру та технологічними забрудненнями сполуками поділу зовнішньої поверхні ТВЕЛів. Концентрацію радіоактивних домішок у воді знижують за допомогою фільтрування. Під дією нейтронів на ядрах кисню відбуваються реакції 18O(n, γ) 19O; 16O(n, p) 16N, в яких утворюються радіоактивні ядра 19O (T½=29,4 з) і 16N (T½=4 з). Проте активність 19O та 16N мала як порівняти з активністю домішок.
Недоліками води як теплоносія є низька температура кипіння (100 °C при тиску 1 атм) і поглинання теплових нейтронів. Перший недолік усувається підвищенням тиску в першому контурі. Поглинання теплових нейтронів водою компенсують застосуванням ядерного палива на основі збагаченого урану.
Див. також:
- Легководний реактор
- Водо-водяний ядерний реактор
- Графіто-водний реактор
- ВВЕР

### Важка вода
Важка вода за своїми хімічними та теплофізичних властивостями мало відрізняється від звичайної води. Вона практично не поглинає нейтронів, що дає можливість використовувати як ядерне паливо природний уран у реакторах з важководним сповільнювачем. Однак важку воду поки мало застосовують в реакторобудуванні через її високу вартість.
Див. також
- Важководний ядерний реактор
- CANDU

### Рідкі метали
Серед рідкометалічних теплоносіїв найбільш освоєний натрій. Він хімічно активний з більшістю металів при порівняно низькій температурі, і ця активність натрію обумовлена домішкою оксидів натрію. Тому натрій ретельно очищають від оксидів, після чого він не реагує з багатьма металами (Mo, Zr, нержавка сталь та ін.) до 600—900 ° C.
Див. також:
- Реактор з рідкометалічним теплоносієм
- Ядерний реактор на швидких нейтронах

### Органічні рідини
Серед випробуваних органічних рідин найбільш стабільними в умовах підвищених температур та радіоактивного опромінення виявилися деякі з поліфенілів, в тому числі дифеніл та трифеніл. Однак, попри деякі переваги, такі теплоносії виявилися занадто нестійкими до нейтронного опромінення, тому промислово такі реактори не застосовувалися.
Див. також:
- Реактор з органічним теплоносієм

### Газ
Основний газовий теплоносій — діоксид вуглецю. Він недорогий, характеризується підвищеними як порівняти з іншими газами щільністю та об'ємною теплоємністю. Корозійний вплив вуглекислого газу на метали залежить від вмісту кисню. Він присутній у вуглекислому газі як домішка і, крім того, утворюється при високих температурах в процесі дисоціації молекул CO2 на монооксид вуглецю CO і кисень O2.

### Розплавлені солі
Розплавлені солі як і метали мають перевагу низького тиску пари навіть при високих температурах, і вони менш хімічно реакційні, ніж натрій. Солі, що містять легкі елементи, такі як FLiBe, також можуть використовуватись як сповільнювач. У Експерименті з розплавленим реактором вони навіть служили розчинником, що переносить ядерне паливо.